# ملعب المريخ
ملعب المريخ هو ملعب رياضي يقع في أم درمان بالسودان سعته:43,000 متفرج افتتح في عام 1964

## مراحل النادي
في أواخر الخمسينات من القرن الماضي وتحديدا في الأعوام 1957 و1958 شعر وزير الإعلام والرياضة اللواء طلعت بأهمية البنيات التحتية وذلك استهدافا لتطوير الرياضة في السودان فمنح المريخ دارا في منطقة المسجد الحالي وقام عبد الرحمن شاخور بدفع الرسوم كاملة وتم تسجيلها باسم المريخ علما بأن النادي انتقل من المسالمة إلى دار مستأجرة جوار السوق وبعد أن منحت الأرض للمريخ في منطقة المسجد الحالي استقر فيها الجميع كدار دائمة.
أما المرحلة الثانية لبناء النادي فكانت في فترة رئاسة اللواء خالد حسن عباس وعبد الحميد الضو حجوج وهي عمارة النادي الحالية التي تم تحديثها في الفترة الحالية بواسطة مجلس جمال الوالي الذي قام بثورة المنشآت وقد افتتح النادي الأول الزعيم إسماعيل الأزهري.

## مراحل الاستاد
بعد أن تم إعطاء الأندية الكبيرة الثلاثة المريخ والهلال والموردة أراضي إضافية لإقامة صروحها عليها تحصل المريخ على 50 ألف متر مربع تقريبا وأردفت الدولة هذه الخطوة بقروض لهذه الأندية الثلاثة وكانت قيمة القرض 15000 جنيه وما كان من المريخ إلا أن شرع مباشرة في بناء الملعب. ففي فترة المجلس الذي ترأسه فهمي سليمان الذي تكونت في عهده اللجان قام أحد المهندسين الأغاريق بتصميم خرطة لم تجاز وكلفوا أحد الشباب وهو المهندس عبد المنعم مصطفى الذي قام بعمل خرطة ممتازة راعت طبيعة الأرض التي تتحرك كثيرا مما أدت لتشقق جدران النادي كما راعت مواكبة هذه الخرطة للمواصفات العالمية فقام بتصميمها على نموذج استاد موسكو العالمي، وتم تشييد الملعب حسب الخرطة تحت الأرض لتكون هناك أعمدة في المستقبل وقام المهندس عبد المنعم مصطفى ابن ام درمان والمريخي الأصيل بكل هذا العمل مجانا وخدمة لعشقه فقط.

## مراحل افتتاح الاستاد
تم افتتاح الاستاد على مرحلتين المرحلة الأولى في عام 1962 حيث افتتح رغم من عدم اكتمال العمل فيه وذلك ليواكب الاحتفال بأعياد حكومة نوفمبر 1962 وأقيمت فيه مباراة بين الموردة والهلال فازت فيها الموردة بأهداف نجمها الكبير عمر التوم.
ولكن القائمين على الأمر أصروا على اكتمال العمل حتى مراحله النهائية وايقاف النشاط فيه وفعلا استمر العمل الذي اكتمل بعد عامين ليتم افتتاح الملعب رسميا في 30 نوفمبر 1964 على يد رئيس مجلس الوزراء سر الختم الخليفة ورؤساء كل الأحزاب السياسية وكانت هناك مباراة على شرف الافتتاح بين المريخ ونادي دينامو كييف السوفييتي، وكان مجلس الإدارة في ذلك الوقت برئاسة بشير حسن بشير ونائبيه حسن محمد عبد الله ومحمد علي أبو رأس وسكرتارية حسن أبو العائلة وكان أمين المال مهدي الفكي.

## تجديد الملعب في عهد الوالي
في عام 2003 قرر مجلس إدارة المريخ برئاسة جمال الوالي تجديد الملعب، بقيمة فاقت ملايين الدولارات بأسلوب حديث، حيث تم بناء مقصورة جديدة وتم تركيب كراسي جديدة وإصلاح المدرجات، وعمل مضمار جديد حول الملعب وتركيب نجيل جديد على مستوى عالي وأصبحت أرضيته جيدة جدا، وأصبح ملعب المريخ أفضل ملعب في السودان ومن أجمل الملاعب في أفريقيا بشهادة كل الزوار، ودائما مايلقى الملعب الإشادة من الجميع، وحتى الآن يتم تجديد الملعب باستمرار، ويتم الآن بناء طابق ثاني له ليستوعب سعة أكبر. وأصبحت الآن السعة النهائية للملعب هي43،000 متفرج.

## المرحلة الحالية
الآن يشهد الاستاد تحديثات عديدة لمواكبة التطور والإيفاء بمتطلبات مرحلة الاحتراف حيث يتم تجهيز مركز إعلامي كبير، ومقصورة حديثة وأماكن للأسر ومركز مؤتمرات صحفية. إضافةً إلى مكان خاص للاستوديو التحليلي. للقنوات الفضائية.

## أشهر المباريات التي لعبت في ملعب المريخ
- مباراة الجزائر و‌مصر عام 2009 في المباراة الفاصلة لتصفيات كأس العالم لكرة القدم 2010 والتي انتهت بفوز الجزائر 1-0 وتأهله إلى نهائيات كأس العالم.
- نهائي بطولة أمم أفريقيا للمحليين بين تونس وأنغولا عام 2011.
- الاحتفال باليوبيل الذهبي للكاف عام 2007 بمباراة بين المريخ وأسيك ميموساس الإيفواري، وانتهت بفوز أسيك 2-0
- مباراة ساحل العاج و‌السودان عام 2005 التي قادت الأفيال للتأهل إلى كأس العالم لكرة القدم 2006 للمرة الأولى في تاريخهم.
- افتتاح ونهائي بطولة سيكافا للاندية عام 2009 التي نظمها نادي المريخ.
- مباراة السودان و‌تونس عام 2007 والتي قادت منتخب السودان للتأهل إلى نهائيات كأس الأمم الأفريقية لكرة القدم 2008 بعد غياب 32 عاماً.